# Ulrich Janetzki
Ulrich Janetzki (* 5. September 1948 in Selm) ist ein deutscher Literaturwissenschaftler und ehemaliger Leiter des Literarischen Colloquiums Berlin.

## Leben
Ulrich Janetzki absolvierte nach der Mittleren Reife zunächst eine Lehre zum Großhandelskaufmann, holte 1972 das Abitur auf dem zweiten Bildungsweg nach und studierte dann Germanistik und Philosophie an der TU Berlin. Er war der letzte Assistent von Walter Höllerer, bei dem er 1981 mit einer Arbeit über Konrad Bayer zum Dr. phil. promovierte.
Von 1986 bis 2014 leitete er das Literarische Colloquium Berlin (LCB), gilt als einer der maßgeblichen Kenner und Förderer der deutschen Gegenwartsliteratur. Er „schätzt [...] es nicht“, wie die Neue Zürcher Zeitung 2003 in einem Porträt des LCBs festhielt, in einem Atemzug „mit den anderen [literaturfördernden Einrichtungen] genannt zu werden.“ Denn, so ist er gewiss: „Wir sind etwas Besonderes.“ Zahlreiche Autoren verdanken seiner Protektion ihre literarische Karriere. In dem zitierten NZZ-Artikel nennt er selbst Judith Hermann, Georg Klein, David Wagner und Zsuzsa Bánk. Der Literaturkritiker Lutz Hagestedt stellte fest: „[...] wer auf seinen [Janetzkis] Rat und seine Unterstützung zählen kann [...] der kann sich auf ein abwechslungsreiches und einträgliches Leben als Schriftsteller einrichten.“
Janetzki ist Partner der Leipziger Buchmesse für die Verleihung des Preises der Leipziger Buchmesse, Mitglied zahlreicher Literaturpreisjurys und in Zusammenarbeit mit der Robert Bosch Stiftung Initiator des internationalen Literatur-Netzwerks HALMA. Er war bis zu seinem Austritt Mitglied des PEN-Zentrums Deutschland und ist Mitgründer des PEN Berlin.

## Bücher von Ulrich Janetzki
- Alphabet und Welt. Hain, Königstein im Taunus 1982, ISBN 3-445-02261-5.
- Ottilie von Goethe. Goethes Schwiegertochter. Ein Porträt. Ullstein, Frankfurt am Main 1982, ISBN 3-548-30138-X.
- Berliner Salon. Ullstein, Frankfurt am Main 1984, ISBN 3-548-30165-7.
- Die Sonnenseuche. Medusa-Verlag, Wien 1984, ISBN 3-85446-105-4.
- Begegnungen, Konfrontationen. Ullstein, Berlin 1987, ISBN 3-548-20763-4.
- Anfang sein für einen neuen Tanz kann jeder Schritt. Literarisches Colloquium, Berlin 1988, ISBN 3-926178-07-8.
- Tendenz Freisprache. Suhrkamp, Frankfurt am Main 1992, ISBN 3-518-11675-4.
- Berlin zum Beispiel. Goldmann, München 1997, ISBN 3-442-72272-1.
- Die Stadt nach der Mauer. Ullstein, Berlin 1998, ISBN 3-548-24509-9.
- mit Christina Bode: Preise und Stipendien. Handbuch für Autoren. Deutschland, Österreich, Schweiz. Quadriga, Berlin 2000, ISBN 3-88679-342-7.
- mit Jürgen J. Becker: Helden wie Ihr. Berlin, Berlin 2000, ISBN 3-88679-347-8.
- mit Jürgen J. Becker: Die Stadt nach der Mauer. Ullstein, Berlin 2002, ISBN 3-548-24509-9.
- Ich kieke, staune, wundre mir ... Die andere Bibliothek, Berlin 2017, ISBN 978-3-8477-0387-7.
- Entzug – Ende eines Raucherlebens. Sol et Chant, Letschin 2022, ISBN 978-3-949333-06-4.
- Ottilie von Goethe. Zeugnisse eines Lebens. Herausgegeben und mit biografischen Einleitungen versehen von Ulrich Janetzki. Mit einem Nachwort von Francesca Fabbri. Sol et Chant, Letschin 2023, ISBN 978-3-949333-15-6.

## Von Ulrich Janetzki herausgegeben
- mit Wilfried Ihrig (Hrsg.): Die Morgendämmerung der Worte. Moderner Poesie-Atlas der Roma und Sinti. Die andere Bibliothek, Berlin 2018, ISBN 978-3-8477-0403-4.